# Lekkoatletyka na Letniej Uniwersjadzie 2007
Lekkoatletyka na Letniej Uniwersjadzie 2007 – zawody sportowe, które odbywały się w dniach 9 - 14 sierpnia na stadionie Thammasat w Bangkoku. Rozegranych zostało 46 konkurencji. Reprezentanci Polski zdobyli 1 złoty, 2 srebrne i 3 brązowe medale.

## Rezultaty

### Mężczyźni
| Konkurencja                          | Złoto                                                                                      | Rezultat | Srebro                                                                               | Rezultat | Brąz                                                                                    | Rezultat |
| 100 metrów szczegóły                 | Simeon Williamson · Wielka Brytania                                                        | 10,22    | Zhang Peimeng · Chiny                                                                | 10,30    | Neville Wright · Kanada                                                                 | 10,37    |
| 200 metrów szczegóły                 | Amr Seoud · Egipt                                                                          | 20,74    | Leigh Julius · Południowa Afryka                                                     | 20,96    | Tomoya Kamiyama · Japonia                                                               | 20,97    |
| 400 metrów szczegóły                 | Sean Wroe · Australia                                                                      | 45,49    | Piotr Klimczak · Polska                                                              | 46,04    | Dmitrij Buriak · Rosja                                                                  | 46,22    |
| 800 metrów szczegóły                 | Ehsan Mohajer Shojaei · Iran                                                               | 1:46,04  | Fabiano Peçanha · Brazylia                                                           | 1:46,11  | Livio Sciandra · Włochy                                                                 | 1:46,19  |
| 1500 metrów szczegóły                | Samir Khadar · Algieria                                                                    | 3:39,62  | Álvaro Rodríguez · Hiszpania                                                         | 3:39,78  | Fabiano Peçanha · Brazylia                                                              | 3:40,98  |
| 5000 metrów szczegóły                | Halil Akkaş · Turcja                                                                       | 14:08,47 | Yuki Matsuoka · Japonia                                                              | 14:09,33 | Simon Ayeko · Uganda                                                                    | 14:10,13 |
| 10 000 metrów szczegóły              | Mohamed Fadil · Maroko                                                                     | 30:19,41 | Simon Ayeko · Uganda                                                                 | 30:22,58 | Stephen Mokoka · Południowa Afryka                                                      | 30:31,78 |
| 110 metrów przez płotki szczegóły    | Serhij Demydiuk · Ukraina                                                                  | 13,33    | Ji Wei · Chiny                                                                       | 13,57    | Anselmo Gomes da Silva · Brazylia                                                       | 13,58    |
| 400 metrów przez płotki szczegóły    | Petrus Koekemoer · Południowa Afryka                                                       | 49,06    | Kurt Couto · Mozambik                                                                | 49,12    | Javier Culson · Portoryko                                                               | 49,35    |
| 3000 metrów z przeszkodami szczegóły | Halil Akkaş · Turcja                                                                       | 8:20,83  | Barnabas Kirui · Kenia                                                               | 8:22,67  | Ion Luchianov · Mołdawia                                                                | 8:23,83  |
| Sztafeta 4 × 100 metrów szczegóły    | Tajlandia · Pirom Autas · Wachara Sondee · Sompote Suwannarangsri · Sittichai Suwonprateep | 39,15    | Południowa Afryka · Johannes Dreyer · Leigh Julius · Hendrik Kotze · Snyman Prinsloo | 39,20    | Chiny · Wang Xiaoxu · Zhang Peimeng · Du Bing · Yin Hualong                             | 39,30    |
| Sztafeta 4 × 400 metrów szczegóły    | Polska · Witold Bańka · Piotr Klimczak · Piotr Kędzia · Daniel Dąbrowski                   | 3:02,05  | Australia · Dylan Grant · Mark Ormrod · Joel Milburn · Sean Wroe                     | 3:02,76  | Rosja · Maksim Aleksandrienko · Walentin Kruglakow · Władimir Antmanis · Dmitrij Buriak | 3:05,04  |
| Półmaraton szczegóły                 | Mohamed Fadil · Maroko                                                                     | 1:05:49  | Najim El Gady · Maroko                                                               | 1:06:042 | Takashi Toyoda · Japonia                                                                | 1:06:30  |
| Chód na 20 kilometrów szczegóły      | Chu Yafei · Chiny                                                                          | 1:24:37  | Park Chil-sung · Korea Południowa                                                    | 1:24:42  | Kōichirō Morioka · Japonia                                                              | 1:25;10  |
| Skok wzwyż szczegóły                 | Aleksandr Szustow · Rosja                                                                  | 2,31     | Kiriakos Joanu · Cypr                                                                | 2,26     | Ołeksandr Nartow · Ukraina                                                              | 2,26     |
| Skok o tyczce szczegóły              | Alexander Straub · Niemcy                                                                  | 5,60     | Leonid Kiwałow · Rosja                                                               | 5,60     | Dmitrij Starodubcew · Rosja                                                             | 5,50     |
| Skok w dal szczegóły                 | Robert Crowther · Australia                                                                | 8,02     | Chao Chih-chien · Chińskie Tajpej                                                    | 7,95     | Roman Novotný · Czechy                                                                  | 7,88     |
| Trójskok szczegóły                   | Kim Deok-hyeon · Korea Południowa                                                          | 17,02    | Wiktor Kuzniecow · Ukraina                                                           | 16,94    | Bo Wu · Chiny                                                                           | 16,64    |
| Pchnięcie kulą szczegóły             | Maksim Sidorow · Rosja                                                                     | 20,01    | Māris Urtāns · Łotwa                                                                 | 19,38    | Chang Ming-huang · Chińskie Tajpej                                                      | 19,36    |
| Rzut dyskiem szczegóły               | Gerhard Mayer · Austria                                                                    | 61,55    | Omar Ahmed El Ghazaly · Egipt                                                        | 60,89    | Märt Israel · Estonia                                                                   | 60,32    |
| Rzut młotem szczegóły                | Alaksandr Waszczyła · Białoruś                                                             | 76,94    | Alaksandr Kazulka · Białoruś                                                         | 74,52    | Igor Winiczenko · Rosja                                                                 | 73,94    |
| Rzut oszczepem szczegóły             | Vadims Vasiļevskis · Łotwa                                                                 | 83,92    | Igor Janik · Polska                                                                  | 82,28    | Ainārs Kovals · Łotwa                                                                   | 82,23    |
| Dziesięciobój szczegóły              | Jacob Minah · Niemcy                                                                       | 8099 pkt | Hans Van Alphen · Belgia                                                             | 8047 pkt | Carlos Chinin · Brazylia                                                                | 7920 pkt |

### Kobiety
| Konkurencja                          | Złoto                                                                                | Rezultat | Srebro                                                                                  | Rezultat | Brąz                                                                                   | Rezultat |
| 100 metrów szczegóły                 | Johanna Manninen · Finlandia                                                         | 11,46    | Ołena Czebanu · Ukraina                                                                 | 11,56    | Audra Dagelytė · Litwa                                                                 | 11,65    |
| 200 metrów szczegóły                 | Iryna Sztangiejewa · Ukraina                                                         | 22,95    | Kadi-Ann Thomas · Wielka Brytania                                                       | 23,28    | Hanna Mariën · Belgia                                                                  | 23,48    |
| 400 metrów szczegóły                 | Olga Tereszkowa · Kazachstan                                                         | 51,62    | Danijela Grgić · Chorwacja                                                              | 51,88    | Ksienija Zadorina · Rosja                                                              | 51,89    |
| 800 metrów szczegóły                 | Julija Krewsun · Ukraina                                                             | 1:57,63  | Jekatierina Kostiecka · Rosja                                                           | 1:59,52  | Charlotte Best · Wielka Brytania                                                       | 2:01,50  |
| 1500 metrów szczegóły                | Olesia Czumakowa · Rosja                                                             | 4:09,32  | Tetiana Hołowczenko · Ukraina                                                           | 4:10,46  | Sylwia Ejdys · Polska                                                                  | 4:11,51  |
| 5000 metrów szczegóły                | Jéssica Augusto · Portugalia                                                         | 15:28,78 | Tetiana Hołowczenko · Ukraina                                                           | 15:40,56 | Jelizawieta Grieczisznikowa · Rosja                                                    | 15:50,58 |
| 10 000 metrów szczegóły              | Ksenia Agafonowa · Rosja                                                             | 32:20,94 | Ryoko Kizaki · Japonia                                                                  | 32:55,11 | Jo Pun-hui · Korea Północna                                                            | 33:20,55 |
| 100 metrów przez płotki szczegóły    | Jauhienija Waładźko · Białoruś                                                       | 13,03    | Nevin Yanıt · Turcja                                                                    | 13,07    | Jewhenija Snihur · Ukraina                                                             | 13,08    |
| 400 metrów przez płotki szczegóły    | Tatiana Azarowa · Kazachstan                                                         | 55,52    | Anastasija Rabczeniuk · Ukraina                                                         | 55,98    | Jonna Tilgner · Niemcy                                                                 | 56,27    |
| 3000 metrów z przeszkodami szczegóły | Dobrinka Szałamanowa · Bułgaria                                                      | 9:45,05  | Wałentyna Horpynycz · Ukraina                                                           | 9:45,55  | Türkan Erişmiş · Turcja                                                                | 9:46,12  |
| Sztafeta 4 × 100 metrów szczegóły    | Finlandia · Heidi Hannula · Sari Keskitalo · Ilona Ranta · Johanna Manninen          | 43,48    | Tajlandia · Sangwan Jaksunin · Orranut Klomdee · Jutamas Tawoncharoen · Nongnuch Sanrat | 43,92    | Ukraina · Ołena Czebanu · Hałyna Tonkowyd · Iryna Sztangiejewa · Iryna Szepetiuk       | 43,99    |
| Sztafeta 4 × 400 metrów szczegóły    | Ukraina · Natalija Pyhyda · Antonina Jefremowa · Olha Zawhorodnia · Oksana Szczerbak | 3:29,59  | Rosja · Olga Szulikowa · Jelena Wojnowa · Anastasija Koczetowe · Ksienija Zadorina      | 3:30,49  | Wielka Brytania · Kelly Massey · Laura Finucane · Kadi-Ann Thomas · Faye Marie Harding | 3:33,70  |
| Półmaraton szczegóły                 | Kim Kum-ok · Korea Północna                                                          | 1:12:31  | Kei Terada · Japonia                                                                    | 1:12:37  | Jong Yong-ok · Korea Północna                                                          | 1:13:56  |
| Chód na 20 kilometrów szczegóły      | Jiang Qiuyan · Chiny                                                                 | 1:35:24  | Lidia Mongelli · Włochy                                                                 | 1:37:23  | Sniażana Jurczanka · Rosja                                                             | 1:37:26  |
| Skok wzwyż szczegóły                 | Marina Aitowa · Kazachstan                                                           | 1,92     | Ariane Friedrich · Niemcy                                                               | 1,90     | Anna Ustinowa · Kazachstan                                                             | 1,90     |
| Skok o tyczce szczegóły              | Aleksandra Kiriaszowa · Rosja                                                        | 4,40     | Kristina Gadschiew · Niemcy                                                             | 4,40     | Nicole Büchler · Szwajcaria                                                            | 4,25     |
| Skok w dal szczegóły                 | Olga Rypakowa · Kazachstan                                                           | 6,85     | Jelena Sokołowa · Rosja                                                                 | 6,61     | Stiliani Pilatu · Grecja                                                               | 6,52     |
| Trójskok szczegóły                   | Olha Saładucha · Ukraina                                                             | 14,79    | Dana Velďáková · Słowacja                                                               | 14,41    | Yarianna Martínez · Kuba                                                               | 14,25    |
| Pchnięcie kulą szczegóły             | Irina Tarasowa · Rosja                                                               | 17,46    | Julija Leanciuk · Białoruś                                                              | 17,20    | Magdalena Sobieszek · Polska                                                           | 16,88    |
| Rzut dyskiem szczegóły               | Yarelis Barrios · Kuba                                                               | 61,36    | Dani Samuels · Australia                                                                | 60,47    | Dragana Tomašević · Serbia                                                             | 56,82    |
| Rzut młotem szczegóły                | Daria Pczelnik · Białoruś                                                            | 68,74    | Eileen O’Keeffe · Irlandia                                                              | 68,46    | Lenka Ledvinová · Czechy                                                               | 66,41    |
| Rzut oszczepem szczegóły             | Buoban Pamang · Tajlandia                                                            | 61,40    | Monica Stoian · Rumunia                                                                 | 61,19    | Urszula Jasińska · Polska                                                              | 60,63    |
| Siedmiobój szczegóły                 | Viktorija Žemaitytė · Litwa                                                          | 5971 pkt | Sara Aerts · Belgia                                                                     | 5904 pkt | Hanna Melnyczenko · Ukraina                                                            | 5852 pkt |

## Klasyfikacja medalowa
| Klasyfikacja medalowa | Klasyfikacja medalowa | Klasyfikacja medalowa | Klasyfikacja medalowa | Klasyfikacja medalowa | Klasyfikacja medalowa |
| --------------------- | --------------------- | --------------------- | --------------------- | --------------------- | --------------------- |
| Miejsce               | Kraj                  | Złoto                 | Srebro                | Brąz                  | Razem                 |
| 1                     | Rosja                 | 6                     | 4                     | 7                     | 17                    |
| 2                     | Ukraina               | 5                     | 6                     | 4                     | 15                    |
| 3                     | Kazachstan            | 4                     | 0                     | 1                     | 5                     |
| 4                     | Białoruś              | 3                     | 2                     | 0                     | 5                     |
| 5                     | Chiny                 | 2                     | 2                     | 2                     | 6                     |
| 6                     | Niemcy                | 2                     | 2                     | 1                     | 5                     |
| 7                     | Australia             | 2                     | 2                     | 0                     | 4                     |
| 8                     | Turcja                | 2                     | 1                     | 1                     | 4                     |
| 9                     | Maroko                | 2                     | 1                     | 0                     | 3                     |
| 9                     | Tajlandia             | 2                     | 1                     | 0                     | 3                     |
| 11                    | Finlandia             | 2                     | 0                     | 0                     | 2                     |
| 12                    | Polska                | 1                     | 2                     | 3                     | 6                     |
| 13                    | Południowa Afryka     | 1                     | 2                     | 0                     | 3                     |
| 14                    | Wielka Brytania       | 1                     | 1                     | 2                     | 4                     |
| 15                    | Łotwa                 | 1                     | 1                     | 1                     | 3                     |
| 16                    | Egipt                 | 1                     | 1                     | 0                     | 2                     |
| 16                    | Korea Południowa      | 1                     | 1                     | 0                     | 2                     |
| 18                    | Korea Północna        | 1                     | 0                     | 2                     | 3                     |
| 19                    | Kuba                  | 1                     | 0                     | 1                     | 2                     |
| 19                    | Litwa                 | 1                     | 0                     | 1                     | 2                     |
| 21                    | Algieria              | 1                     | 0                     | 0                     | 1                     |
| 21                    | Austria               | 1                     | 0                     | 0                     | 1                     |
| 21                    | Bułgaria              | 1                     | 0                     | 0                     | 1                     |
| 21                    | Iran                  | 1                     | 0                     | 0                     | 1                     |
| 21                    | Portugalia            | 1                     | 0                     | 0                     | 1                     |
| 26                    | Japonia               | 0                     | 3                     | 3                     | 6                     |
| 27                    | Belgia                | 0                     | 2                     | 1                     | 3                     |
| 28                    | Brazylia              | 0                     | 1                     | 3                     | 4                     |
| 29                    | Uganda                | 0                     | 1                     | 2                     | 3                     |
| 30                    | Chińskie Tajpej       | 0                     | 1                     | 1                     | 2                     |
| 30                    | Włochy                | 0                     | 1                     | 1                     | 2                     |
| 32                    | Chorwacja             | 0                     | 1                     | 0                     | 1                     |
| 32                    | Cypr                  | 0                     | 1                     | 0                     | 1                     |
| 32                    | Irlandia              | 0                     | 1                     | 0                     | 1                     |
| 32                    | Kenia                 | 0                     | 1                     | 0                     | 1                     |
| 32                    | Mozambik              | 0                     | 1                     | 0                     | 1                     |
| 32                    | Rumunia               | 0                     | 1                     | 0                     | 1                     |
| 32                    | Słowacja              | 0                     | 1                     | 0                     | 1                     |
| 32                    | Hiszpania             | 0                     | 1                     | 0                     | 1                     |
| 40                    | Czechy                | 0                     | 0                     | 2                     | 2                     |
| 41                    | Kanada                | 0                     | 0                     | 1                     | 1                     |
| 41                    | Estonia               | 0                     | 0                     | 1                     | 1                     |
| 41                    | Grecja                | 0                     | 0                     | 1                     | 1                     |
| 41                    | Mołdawia              | 0                     | 0                     | 1                     | 1                     |
| 41                    | Portoryko             | 0                     | 0                     | 1                     | 1                     |
| 41                    | Serbia                | 0                     | 0                     | 1                     | 1                     |
| 41                    | Szwajcaria            | 0                     | 0                     | 1                     | 1                     |
|                       | Suma                  | 46                    | 46                    | 46                    | 138                   |